# Paul Gay (homme politique)
Pour les personnes de même nom de famille, voir Gay et Paul Gay.
Paul Gay est un homme politique français né le 14 octobre 1874 à Montpellier (Hérault) et décédé le 24 janvier 1938 à Mirecourt (Vosges).
Industriel à Héricourt, il est député de la Haute-Saône de 1919 à 1924, inscrit au groupe l'Entente républicaine démocratique.

## Sources
- « Paul Gay (homme politique) », dans le Dictionnaire des parlementaires français (1889-1940), sous la direction de Jean Jolly, PUF, 1960 [détail de l’édition]